# Кинеска нова година
Кинеска Нова година (упрошћ. кин. 农历新年, 春节; трад. кин. 農曆新年), или Пролећни фестивал, празник је којим се прославља почетак Нове године по традиционалном кинеском календару. То је једна од више лунарних нових година у Азији. Славље почиње вече пре првог дана године и завршава се петнаестог дана у години, на Фестивал лампиона. Први дан кинеске Нове године почиње на млади месец, који се појављује између 21. јануара и 20. фебруара. У 2021. први дан кинеске Нове године је почео 12. фебруара, започевши годину металног бивола и траје до 31.јануара 2022. Првог фебруара 2022 почиње годину воденог тигра.

## Дани у лунисоларном кинеском календару
Лунисоларни кинески календар одређује датум Лунарне Нове године. Календар користе и државе које су под утицајем или имају односе са Кином, као што су Кореја, Јапан и Вијетнам, иако понекад датум прославе може одступати за један дан или чак један месечни циклус због коришћења меридијана заснованог на различитом главном граду у различитим временским зонама или другачијем месту интеркаларних месеци.

## Митологија
Према бајкама и легендама, кинеска Нова година је почела са митском звери Нин Шо (поједностављени Кинески: 年兽; традиционални Кинески: 年獸). Он је јео сељаке, а посебно децу. Једне године, сви сељаци су одлучили да се сакрију од звери. Пре него што су отишли, појавио се један старац и рекао да ће он остати током ноћи и осветити се чудовишту, али га нико није подржавао. Он је поставио црвени папир и пустио ватромет. Дан касније, сељаци су се вратили и видели да ништа није уништено и претпоставили су да је старац био божанство које их је спасило. Касније су схватили да се у ствари Нин Шо плашио црвене боје и гласних звукова. Од тада су за Нову годину носили црвену одећу и качили црвене светиљке и црвене пролећне свице на врата и прозоре. Такође су користили ватромете да уплаше Нина Шоуа. Од тада, Нин Шо се никад није вратио у село. Касније је Нин Шоуа ухватио Хонгћин Лауцу (поједностављени Кинески: 鸿钧老祖; традиционални Кинески: 鴻鈞老祖), стари монах.

## Као државни празник
Кинеска Нова година се сматра државним празником у великом броју земаља и територија где има много кинеске популације. Пошто кинеска Нова година пада на различите датуме по грегоријанском календару и на различите дане у недељи, неке државе прилагођавају радне дане у циљу дужег државног празника. У неким земљама, празник се пребацује на радни дан, ако Нова година пада на викенд.

## Свечаности
Током фестивала, људи у Кини спремају разну гурманску храну за породицу и госте. Због развијене културе, јела из различитих држава има другачији укус. Код њих, најпознатије јело су кнедле из северне Кине и тангиуан из јужне Кине.

### Новогодишње вече
Највећи догађај током кинеске новогодишње вечери је вечера за окупљање. Јела која су направљена од посебних врста меса се служе за столом као главно јело за вечеру, и служе се за Нову годину. Може се упоредити са вечером захвалности (енгл. Thanksgiving Dinner) у Америци и слична је божићној вечери у другим државама са великим процентом Хришћана.
У северној Кини, они обично праве кнедле после вечере и једу их око поноћи. Кнедле представљају богатство зато што њихов облик личи нa стару кинеску валуту. На југу, обично се прави глутенски новогодишњи колач и његови делићи се шаљу као поклон рођацима и пријатељима. После вечере, неке породице иду у локалне храмове да се моле за добру нову годину, али у данашње време људи обично праве журке и одбројавају до Нове године. Традиционално, ватромети су се палили да уплаше зле духове и врата су била затворена и нису смела да се отварају до новог јутра, и то је у ритуалу названо Отварање врата среће.

### Први дан
Први дан служи за поздрављање божанства из раја и са Земље и почиње званично у поноћ. Традиционално се пале ватромети, бамбусове палице и петарде. Много будиста се суздржава и не једе месо првог дана зато што им то омогућава дуговечност. Неки сматрају да паљење ватре и коришћење ножева првог дана године доноси лошу срећу и зато се сва храна припрема дан раније. На овај дан се, такође, сматра лошом срећом коришћење метле. Веома битним се сматра да се на први дан Нове године поштују старији и зато породице посећују најстарије чланове породица, обично родитеље, бабе и деде. Чланови породице који су венчани, такође, дају црвене коверте са парама или благословљењем да би се потиснуло старење и задаци везани за предстојећу годину, за млађе чланове породице.

## Обичаји

### Гала Пролећног фестивала
На новогодишње вече, чланови породице се окупљају и вечерају. Гала Пролећног фестивала се приказује на CCTV1 за време вечере и људи обично у то време гледају тај програм. Гала укључује много врста наступа и гледање је временом постало традиција.

### Размена поклона
Поред црвених коверти, које обично старији људи дају млађима, и мали поклони (обично хране или слаткиша) се размењују између рођака и пријатеља током кинеске Нове године. Поклони се обично носе кад се посећују пријатељи и рођаци и најчешће су то воће (најчешће наранџе, али никад крушке), колачи, кексићи, слаткиши и чоколаде.

### Музика
Срећна Нова година! (кинески: 新年好呀) популарна је дечја песма за новогодишње празнике.

### Одевање
Током Нове године се најчешће носи црвена боја, традиционална веровања су да она тера зле духове и лошу срећу. Ношење нове одеће током фестивала представља нови почетак у години и довољно ствари за коришћење и облачење.

### Породична слика
У неким местима, прављење породичне слике је битна церемонија након што се окупе рођаци. Породица се фотографише у ходнику или испред куће. Најстарији члан породице стоји у средини.